# Synové milosrdné lásky
Synové milosrdné lásky (latinsky: Congregatio Filiorum Amoris Misericordis) je mužská řeholní kongregace, jejíž zkratkou je F.A.M.

## Historie
Kongregace byla založena 15. srpna 1951 v Římě španělskou řeholnicí Maríí Esperanzou Alhama Valera. O tři dny později biskup Todi Alfonso Maria de Sanctis povolil komunitě usadit se na území své diecéze v Collevalenze. Další komunity vznikly v Matrice, ve Fermu a roku 1963 v Lujua.
Dne 12. června 1983 schválil kongregaci Svatý stolec.

## Aktivita a šíření
Věnují se pomoci diecézním kněžím a charitativním dílům.
Jsou přítomni v Brazílii, Itálii, Španělsku, Rumunsku, Indii a na Filipínách; generální kurie se nachází v Todi.
K 31. prosinci 2005 měla kongregace 116 řeholníků v 18 domech.